# Granni
Der Granni ist ein Wasserfall im Süden von Island.
Nágranni oder granni ist das isländische Wort für Nachbar und dieser Wasserfall liegt kaum 250 m nordöstlich des Háifoss (122 m) quasi parallel im selben Fluss. 
Die Fossá í Þjórsárdal teilt sich etwa 750 m oberhalb des Wasserfalls in zwei Arme. 
Der Granni stürzt um 101 m in die Tiefe. 
Unterhalb fließen die Flussarme wieder zusammen und weiter in die Þjórsá.
Vom Þjórsárdalsvegur  zweigt der nicht asphaltierte Háafossvegur  nach Norden ab und hat eine Länge von 8 km bis zum Parkplatz. 